# Табачник Дмитро Володимирович
Дмитро́ Володи́мирович Таба́чник (нар. 26 листопада 1963, Київ, Українська РСР, СРСР) — український та проросійський політичний і державний діяч, історик, публіцист, колаборант в російській окупаційній адміністрації в Запорізькій області, Доктор історичних наук (1995), професор (1997), академік Академії правових наук України (2000). Член Політради Партії регіонів. Народний депутат України 3-го і 6-го скликання, був головою комітету закордонних справ. Обіймав посаду другого голови Адміністрації Президента України (1994–1996). Двічі віце-прем'єр-міністр України (в урядах Віктора Януковича, 2002–2003, 2006–2007). З 11 березня 2010 року по 23 лютого 2014 — міністр освіти і науки в першому та другому уряді Миколи Азарова. 23 лютого 2014 року постановою Верховної Ради України № 765-VII без обговорення звільнений від виконання обов'язків міністра освіти голосами 236 народних депутатів.
Перебуває у всеукраїнському розшуку з липня 2015 року, з 2014 року переховується від українських правоохоронців у Росії. Фігурант санкцій Євросоюзу за незаконне привласнення державних коштів.
Має українофобські та проросійські погляди.

## Біографія

### Освіта
Дмитро Табачник народився 26 листопада 1963 року у м. Києві в родині технічної інтелігенції. Батько — Володимир Ігорович Табачник, єврейського походження, 1940 року народження був інженером-авіабудівником. Мати — Алла Вікторівна Глєбова, росіянка, 1938 року народження, була інженером-будівничим.
1986 року Дмитро Табачник закінчив історичний факультет Київського університету. Трудову діяльність розпочав копіювальником, реставратором Центрального державного архіву кінофонофото-документів України. Працював молодшим науковим працівником Інституту історії України АНУ, завідувачем відділу Київського міськкому ЛКСМУ/МДС.

### Політична кар'єра в Україні
З 1990 до 1994 року був депутатом Київської міської ради, обраним в 2-му турі як кандидат від демократичного блоку.
Протягом1991–1992 рр. — старший консультант, потім головний консультант у Секретаріаті Верховної Ради України.
З грудня 1992 до березня 1993 року — керівник прес-служби Кабінету Міністрів України (при урядові Леоніда Кучми), з березня до вересня 1993 року — прес-секретар Уряду України, начальник Головного управління інформації та зв'язків з пресою і громадськістю Кабінету Міністрів України. З вересня 1993 до серпня 1994 року — 1-й заступник Голови Державного комітету України у справах преси, видавництв, поліграфії та книгорозповсюдження.
1994 року був керівником виборчої кампанії кандидата в Президенти України Леоніда Кучми. Під час виборчої кампанії ним була впроваджена практика фальсифікації соціологічних опитувань. Після виборів призначений главою Адміністрації Президента України, де пропрацював до грудня 1996 року. Під час перебування на посаді написав звернення до Верховного Суду України з проханням переглянути справу російського військового А. Танаєвського, засудженого до смертної кари за терористичний акт в центрі Сімферополя, що було розцінено громадською організацією «Українська перспектива» як спроба тиску на діяльність суду та підтримка тероризму. Був відправлений у відставку через скандал із незаконним наданням собі військового звання полковника. Генеральна прокуратура у 1996 році ухвалила рішення про скасування присвоєння військових звань полковника і майора Дмитру Табачнику, який залишився старшим лейтенантом запасу.
Упродовж 1997–1998 рр. — радник Президента України.
Народний депутат України у Верховній Раді 3-го скликання з березня 1998 року до квітня 2002. Обраний у виборчому окрузі № 91 у Київській області. На час виборів: радник Президента України, професор кафедри політології Української академії державного управління при Президентові України. Балотувався від блоку «Партія праці та Ліберальна партія — разом!», № 8 в списку. З травня 1998 року до вересня 1999 року — позафракційний, з вересня 1999 до червня 2000 року — член групи «Відродження регіонів», з червня до липня 2000 року — позафракційний, з липня 2000 року — член групи Трудова Україна. З липня 1998 до червня 2000 року — член Комітету з питань бюджету, з червня 2000 року — член Комітету з правової політики.
У 1999 році — заступник керівника виборчого штабу Леоніда Кучми на виборах Президента України. З листопада 1999 року — член політвиконкому партії Трудова Україна; протягом 1999-2005 рр. — член президії партії «Трудова Україна».
Народний депутат України у Верховній Раді 4-го скликання з травня 2002 року до березня 2003 від блоку За єдину Україну!, № 21 у виборчому списку. Член фракції «Єдина Україна» (травень-червень 2002 року), уповноважений представник фракції партій ППУ та «Трудова Україна» (з червня 2002 року), голова Комітету у закордонних справах (з червня 2002 року).
З 26 листопада 2002 року по 3 лютого 2005 року — віце-прем'єр-міністр України в першому уряді Віктора Януковича. Під час перебування на цій посаді був причетний до скандалу з крадіжкою документів із Державного архіву Львова. 17 липня 2004 року віце-прем'єр з гуманітарних питань Дмитро Табачник від імені Януковича подарував Національному музею історії України раритетні листи Михайла Грушевського. За словами Дмитра Табачника, під час службових відряджень до Франції та США, їх придбав на зекономлені добові Віктор Янукович. Згодом з'ясувалось, що всі ці документи було викрадено із львівського архіву.
У березні 2006 року обраний депутатом Верховної Ради Автономної Республіки Крим, член Блоку «За Януковича!». 4 серпня 2006 року знову призначений на посаду віце-прем'єр-міністра України в другому уряді Віктора Януковича. З 23 листопада 2007 року до 11 березня 2010 року — депутат Верховної Ради України 6-го скликання від Партії Регіонів.
З численних ЗМІ можна дізнатись, що після часу подій Революції гідності 2014 року Дмитро Табачник виїхав до Ізраїлю і мешкає там. Генеральний прокурор України Юрій Луценко обговорював із владою Ізраїлю можливість екстрадиції Дмитра Табачника, оскільки проти нього було відкрито розслідування щодо його зловживань на посаді міністра освіти під час правління президента Януковича.

### Міністр освіти України

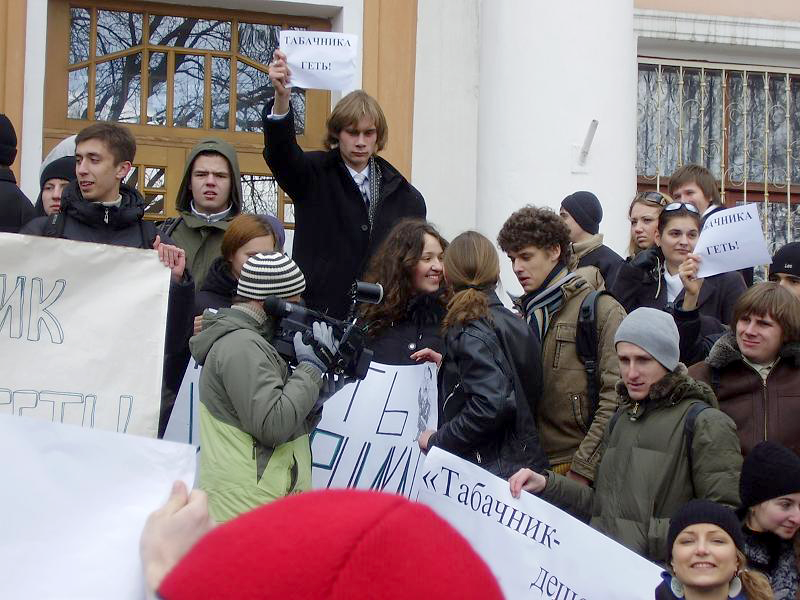
Під час акції «Табачника — на смітник історії!», Київ

Після перемоги Віктора Януковича на президентських виборах Табачник 11 березня 2010 року призначений міністром освіти та науки України в уряд Миколи Азарова. За даними «Української правди» для отримання цієї посади Дмитро Табачник використав всі свої зв'язки: з проханням про його призначення до Віктора Януковича звертались, Леонід Кучма, митрополит УПЦ МП Володимир, і Москва Вже наступного дня у Верховній Раді було зареєстровано проєкт постанови про звільнення Дмитра Табачника з посади міністра освіти і науки України, у Львові почався збір підписів за звільнення міністра, а у Тернополі розпочалася всеукраїнська кампанія «Табачник, пішов геть!». Івано-Франківська, Тернопільська, Львівська, Рівненська і Волинська обласні ради, Сумська міськрада прийняли заяви із закликом до звільнення Табачника. Водночас, ректори харківських і деяких київських ВНЗ виступили зі зверненням на підтримку Табачника на посаді міністра, а всеукраїнська кампанія на підтримку діяча за 19-30 березня зібрала (за її джерелами) близько 6,5 тис. підписів по всій Україні.
Перебуваючи на посаді міністра освіти і науки Дмитро Табачник здійснив ряд гучних й контроверсійних заяв і кроків спрямованих проти надмірної, на його думку, українізації освітньої та деяких інших гуманітарних галузей України. Так під час свого візиту до Москви 6 квітня 2010 року, в інтерв'ю він заявив про те, що найбільшим досягненням України є абсолютний білінгвізм, а «у Донецькій області — приблизно 25-26 % дітей навчаються в російських школах, і приблизно 74-75 % у Донецькій області і в місті Донецьку навчаються українською мовою.». Хоча за даними 2005 року в Донецькій області формально українською навчалось 29,5 % школярів (у Донецьку — 17,1 %).
22 квітня 2010 року, Табачник оголосив про підписання наказу, яким передбачається дозволити ВНЗ набирати і навчати іноземців, окрім української, також іноземними мовами. Таке рішення він аргументував тим, що 1 вересня 2009 вперше кількість іноземних студентів скоротилася майже на чверть. Проте відповідно до даних статистики міністерства освіти і науки наведених народним депутатом Іваном Стойком в Україні спостерігається щорічне збільшення числа студентів з інших країн. В 2005-06 навчальному році їх нараховувалося 35 тис., у 2007-08 — 42 тис., протягом 2008-09 — 43 тис., а в 2009-10 навчальному році було зараховано 44 тисячі іноземців.
З перебуванням Дмитра Табачника на посаді міністра у 2010—2014 роках пов'язують низку скандалів. Зокрема, міністр та його відомство з 2010 року подавали або сприяли прийняттю законопроєктів «Про вищу освіту». Проти прийняття цих документів активно виступала громадськість, зокрема у рамках кампанії «Проти деградації освіти». Окрім того, з чиновником пов'язують появу так званих «покемонів» — студентів і псевдостудентів, підконтрольних Табачнику або разово проплачених за гроші, які відстоюють позицію міністерства на противагу протестувальникам. Вперше таке явище було зафіксоване у день всеукраїнської акції 25 травня 2011 року.
Очолюючи атестаційну комісію міністерства, Табачник 17 червня 2010 року підписав лист про присвоєння офіційно підозрюваному в аферизмі Андрію Слюсарчуку звання професора кафедри нейрохірургії, а 27 травня 2011 року особисто підписав листа-довідку Татарину Б., заступникові прокурора Львівської області, у якій стверджував, що «Слюсарчук навчався у Російському державному медуніверситеті з 1985 по 1991 рік».
31 травня 2011 в інтерв'ю радіо «Ехо Москви» Табачник заявив, що «знання російської літератури є однією з обов'язкових і невід'ємних ознак будь-якої цивілізованої й освіченої людини».
25 травня Табачник у Донецьку заявив, що систему середньої освіти очікує серйозна реформа. Зокрема, скорочення кількості шкіл у сільській місцевості. Таке рішення зустріло критику зі сторони опозиційних сил, які стверджують, що така реформа значно скоротить сільське населення України.
22 вересня 2011 року Дмитро Табачник отримав ляпаса квітами від студентки Києво-Могилянської Академії Дарини Степаненко, що входить до «Братства святого Лукки». За її словами з записаного нею відеозвернення, так вона «виразила свою „подяку“ Дмитру Табачнику за його антиукраїнську діяльність на посаді міністра освіти і науки й за нищення системи української освіти». Ця подія відбулася під час саміту міністрів освіти СНД, які мали можливість спостерігати за інцидентом. За словами депутата від НУНС Андрія Парубія, правоохоронці трактують цей вчинок дівчини, як дрібне хуліганство. Пізніше студентку відпустили з відділку з огляду на її неповноліття та під поруки Андрія Парубія. З приводу цього інциденту депутат від Партії Регіонів Вадим Колесніченко заявив, що, за його інформацією, Дарина Степаненко раніше брала участь в акціях проти ветеранів, що, втім, лишилося не підтвердженим фактом. Разом з тим, Президент Києво-Могилянської Академії Сергій Квіт заявив на своє переконання, що на вчинок з букетом квітів студентка Дарина Степаненко не була вповноважена жодною студентською організацією університету, проте ніяких претензій особисто до студентки він не має й висловив лише жалкування, що Києво-Могилянська Академія опинилася в центрі цієї події.

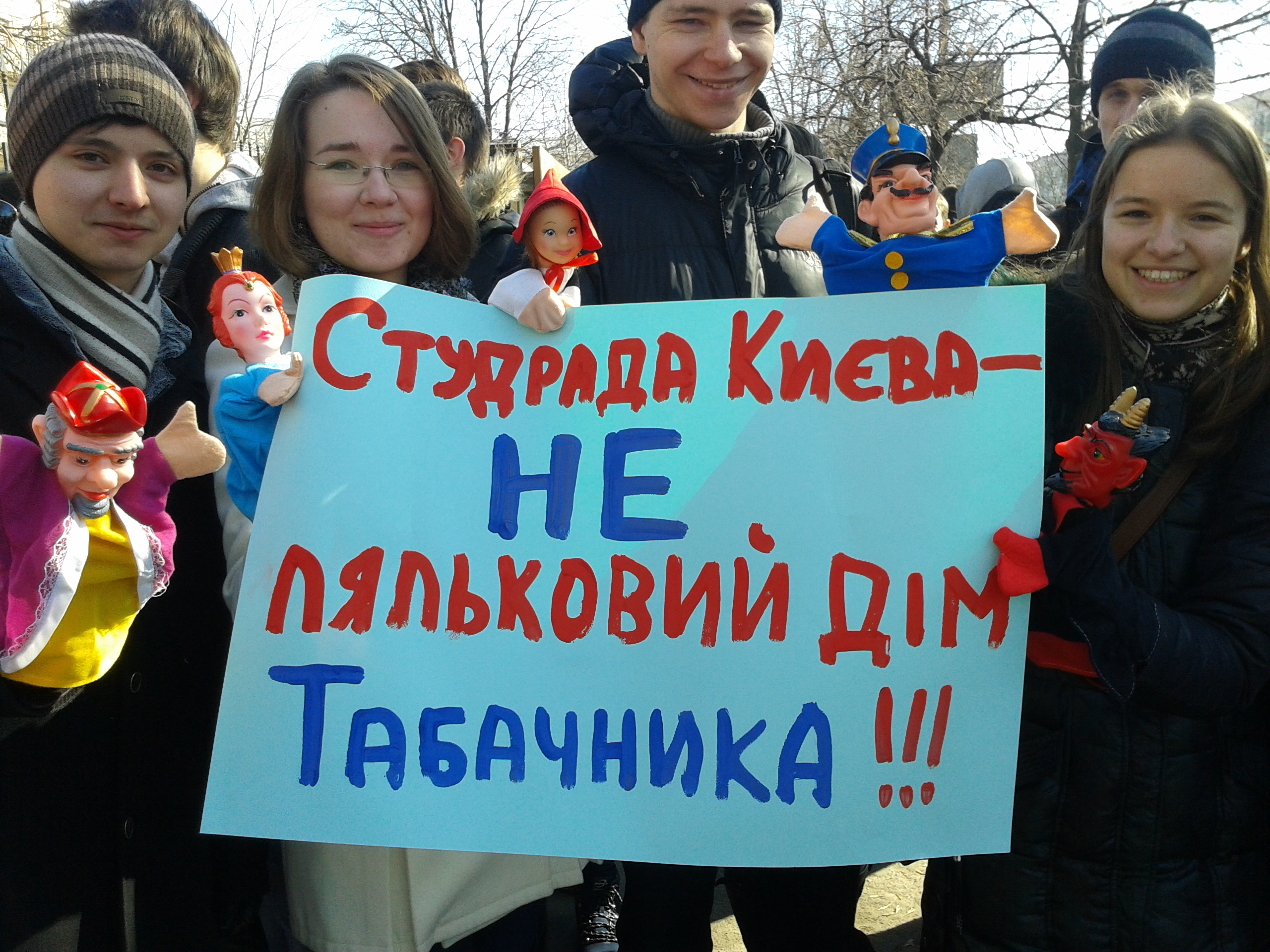
Акція проти спроб Міністерства освіти та науки України встановити контроль над Студентською радою Києва

Студенти та громадські активісти звинувачують Дмитра Табачника у рейдерстві, вдало здійсненому щодо Студентської ради Києва у лютому—квітні 2013 року.
27 серпня 2012 року вийшов спеціальний випуск програми «Тендер News з Наталією Седлецькою» на каналі ТВі, в якому автори детально розглянули випадок відмивання 10 з 33 млн гривень бюджетних коштів, виділених Міносвіти на закупівлю нових шкільних автобусів, поставки неякісних автобусів та займання і повне згоряння одного з них під час його поїздки з дітьми. Натомість, на запитання журналістів каналу ТВі міністр Дмитро Табачник заявив, що «автобус не горів».
Вже 29 серпня на брифінгу у Кабінеті міністрів Дмитро Табачник продемонстрував документи з версіями причин займання автобуса (одна з яких — коротке замикання), звинуватив канал ТВі у наклепі та побажав, щоб у співробітників каналу «ні дома, ні в машині не виникало короткого замкнення».
Наступний випуск програми «Тендер News» від 3 вересня також було цілком присвячено цьому випадку, зокрема коментарям Дмитра Табачника та водія автобуса, якого міністр звинуватив у недбалості.

### Втеча до Росії
Після перемоги Євромайдану Табачник утік до Росії, де отримав громадянство у 2019 році. За даними проєкту «Крим. Реалії», Табачник має відношення до бізнесу в Росії та окупованому Криму. Так, його повний тезка є засновником ТОВ «ЛИЭЛЬ-ФМ», зареєстрованої 19 червня 2019 року в Москві. Його фірма взяла участь в аукціоні бази відпочинку «Прибой» у Коктебелі, яку окупаційна влада Криму намагалася продати кілька років поспіль. Основний вид діяльності «ЛИЭЛЬ-ФМ» ‒ грошове посередництво, серед додаткових ‒ розведення молочної великої рогатої худоби та виробництво сирого молока.
У Сімферополі Табачник зареєстрований як індивідуальний підприємець з 27 квітня 2018 року. Основний вид діяльності ‒ оренда та лізинг вантажних транспортних засобів, додаткові ‒ оптова торгівля сільськогосподарською сировиною, живими тваринами тощо. Журналісти бачили його на вулицях міста.
З відкритих джерел відомо, що Табачник прописаний в селі Литвиненкове (Кен-Тогай) у Білогірському районі Криму. Проживає в Москві.
У вересні 2022, за його словами, отримав нагородну зброю від Президента Росії.
В квітні 2023 стало відомо, що Табачник балотується у місцеві «депутати» на окупованій території Запорізької області і що він займає посаду «радника» очільника окупаційної адміністрації Євгєнія Балицького
.

## Політична позиція
У останні роки Табачник проводив послідовну проросійську політику. Відомий антиукраїнськими в національному питанні переконаннями. Інколи проявляються українофобські переконання. Діяльність Табачника часто оцінюється як антиукраїнська з проявами ксенофобії. Тмитро Табачник в своїх публікаціях паплюжить, очорнює та демонізує українців і, зокрема, галичан Деякі із суспільних діячів та книговидавців віднесли його до ворогів української культури і охарактеризували як нациста. На Надзвичайних зборах «Україна — зона культурного лиха» 30 листопада 2007 року Дмитро Табачник був проголошений Ворогом української культури як автор бюджету-2004, який ввів ПДВ на українські книжки; та бюджету-2007, 118-та стаття якого дала привід до масового виселення із займаних приміщень закладів культури і науки Однією з найбільш резонансних дискредитованих українських заяв Табачника у час, коли він займав посаду віце-прем'єра Кабінету міністрів уряду Януковича, було публічне звинувачення на адресу Романа Шухевича, що той ніби отримав нагороду з рук Гітлера два Залізних хрести.
Ряд українських громадських та культурних діячів звернулись із відкритим листом до Вищої атестаційної комісії України із вимогою позбавити Дмитра Табачника титулу доктора історичних наук за антинаукові та ксенофобські публікації у чорносотенних виданнях.
2008 року в резонансному телепроєкті «Великі українці» на каналі Інтер представляв Ярослава Мудрого. Після підбиття підсумків був звинувачений Вахтангом Кіпіані, шеф-редактором проєкту, в підтасовці голосів телеглядачів.
Журналісти вважають, що своєю публікацією "Аннигиляция «Национальной идеи», яка 2008 року була надрукована в деяких виданнях, Табачник «дискредитує чинного Президента, державний устрій, державну мову, глузує з цілих областей України, відверто зневажає українців та пересмикує історичні факти», також, на їх думку, ця публікація «надзвичайно небезпечна для регіону тим, що розпалює ворожнечу й шкодить становленню державності в Криму й Україні в цілому».
У вересні 2008 року висловив резонансну думку про те, «що бізнесмени Східної України готові домовлятися з президентом Віктором Ющенком, тому що гроші люблять тишу», що призвело до різкої критики з боку заступника глави Партії регіонів Бориса Колеснікова, який запропонував виключити Дмитра Табачника з лав партії, і дав загальну характеристику його діяльності:
Піднімімо питання про виключення цього дешевого клоуна Дмитра Табачника!…Казнокрад, що не створив у своєму житті ніякого бізнесу? Як він взагалі може судити? Що він взагалі робити вміє, крім того як книжки й картини з і так небагатих українських музеїв тирити?

Ми обов'язково наполягатимемо на жорстких заходах щодо Табачника! Це думка моя, Ріната Ахметова і всіх бізнесменів південного сходу — членів ПР.

Чесному бізнесу потрібні не домовленості, а прозора влада й чесні закони! Домовленості важливі бюджетним злодюгам типу Табачника. Це їм тиша потрібна, щоб безкарно тирити державне майно.

Мені смішно читати, коли пишуть про якусь «радикалізацію» Табачника. Радикали можуть бути тільки незалежні люди, а вже ніяк не казнокради!

Дмитро Табачник і радикалізм — поняття несумісні. Дмитро Табачник і корупція, крадіжки з музеїв — це, так, сумісні.
Оригінальний текст (рос.)
Давайте поднимем вопрос об исключении этого дешевого клоуна Дмитрия Табачника!...Казнокрад, не создавший в своей жизни никакого бизнеса? Как он вообще может судить? Что он вообще делать умеет, кроме того как книжки и картины из и так небогатых украинских музеев тырить? 

Мы обязательно будем настаивать на жестких мерах по Табачнику! Это мнение мое, Рината Ахметова и всех бизнесменов юго-востока – членов ПР.

Честному бизнесу нужны не договоренности, а прозрачная власть и честные законы! Договоренности важны бюджетным ворюгам типа Табачника. Это им тишина требуется, чтобы безнаказанно тырить государственное имущество. 

Мне смешно читать, когда пишут о какой-то «радикализации» Табачника. Радикалами могут быть только независимые люди, а уж никак не казнокрады!

Дмитрий Табачник и радикализм – понятия несовместимые. Дмитрий Табачник и коррупция, кражи из музеев – это, да, совместимые.

### Приклади публічних тез
Стаття «Аннигиляция „национальной идеи“»:

Однак історично обґрунтований комплекс неповноцінності, властивий населенню західних областей України, яке відчуло себе «національною інтелігенцією», тільки зайнявши будинки і квартири своїх колишніх господарів-поляків, вигнаних чи знищених Гітлером і Сталіном, слід лікувати, а не нав'язувати всій Україні, навіть якщо його поділяє президент.
Оригінальний текст (рос.)
Однако исторически обоснованный комплекс неполноценности, свойственный населению западных областей Украины, почувствовавшему себя «национальной интеллигенцией», только заняв дома и квартиры своих бывших хозяев-поляков, изгнанных или уничтоженных Гитлером и Сталиным, следует лечить, а не навязывать всей Украине, даже если его разделяет президент.

Бажання дрібно напакостити сусідові, зрадити, прибрати щось, обманувши ближнього, готовність втратити око, аби сусід зовсім осліп — характерна особливість зростаючої української нації. Відсутність або забуття героїв штовхає на героїзацію покидьків, брак історії, що бере своє коріння з глибини віків, породжує попит на національну «родословну», що уходить до трілобітів.
Оригінальний текст (рос.)
Желание мелко напакостить соседу, предать, украсть что-то, обманув ближнего, готовность потерять глаз, чтобы сосед вовсе ослеп — характерная особенность растущей украинской нации. Отсутствие или забвение героев толкает на героизацию подонков, отсутствие истории, которая берет свои корни из глубины веков, порождает спрос на национальную „родословную“, что уходит к трилобита

Стаття «Идеология ущербности, или Почему распадаются государства»:

Тільки в цьому регіоні, де лише в першій половині двадцятого століття вчорашні лакеї навчились мити руки та пити «господський напій» — каву, досі не знають, що російські сусіди познайомились з цим напоєм, і з іншими благами європейської цивілізації приблизно тоді ж, коли й самі європейці — в епоху Міхаїла, Алєксєя та Пєтра Романових, набагато раніше за байдикувавших на задворках Речі Посполитої карпатських пастухів.
Оригінальний текст (рос.)
Только в этом регионе, где лишь в первой половине двадцатого века вчерашние лакеи научились мыть руки и пить „господский напиток“ — кофе, до сих пор не знают, что русские соседи познакомились с этим напитком и с прочими благами европейской цивилизации примерно тогда же, когда и сами европейцы — в эпоху Михаила, Алексея и Петра Романовых, намного раньше байдыкувавших на задворках Речи Посполитой карпатских пастухов.

Тези у статті Дмитра Табачника «От Риббентропа до майдана. Парадоксальные последствия сталинской внешней политики»:

…галичани практично не мають нічого спільного з народом Великої України ні в ментальному, ні в конфесійному, ні в лінгвістичному, ні в політичному плані. У нас різні вороги і різні союзники. Що більше, наші союзники і навіть брати — їхні вороги, а їхні «герої» (Бандера, Шухевич) для нас — вбивці, зрадники і посіпаки гітлерівських катів
Оригінальний текст (рос.)
«…галичане практически не имеют ничего общего с народом Великой Украины ни в ментальном, ни в конфессиональном, ни в лингвистическом, ни в политическом плане. У нас разные враги и разные союзники. Более того, наши союзники и даже братья – их враги, а их «герои» (Бандера, Шухевич) для нас – убийцы, предатели и пособники гитлеровских палачей»
«…якщо гіпотетично Москва […]офіційно денонсує радянсько-німецький договір про ненапад (до речі, що і так фактично втратив силу 22 червня 1941 року) та секретний протокол до нього, а також всі наступні двосторонні договори та міжнародні угоди, які фіксували та закріплювали територіальні зміни, що випливали з даного договору, то Росія не зазнає практично ніяких територіальних втрат[…]українській державі […]доведеться відмовитися від усіх територій за Збручем (які повинні повернутися до Польщі), від Північної Буковини і південної Бессарабії (необхідно повернути Румунії), від Закарпаття (до 1939 року входило до складу Чехословаччини, в 1939—1945 роках належало Угорщині […]сучасна українська держава за […] перспективами виживання порівнювана з Польщею 1939 року».
Оригінальний текст (рос.)
«…если гипотетически Москва […]официально денонсирует советско-германский договор о ненападении (кстати, и так фактически утративший силу 22 июня 1941 года) и секретный протокол к нему, а также все последующие двусторонние договоры и международные соглашения, фиксирующие и закрепляющие территориальные изменения, вытекающие из данного протокола, то Россия не понесет практически никаких территориальных потерь[…]украинскому государству […]придется отказаться от всех территорий за Збручем (которые должны вернуться к Польше), от Северной Буковины и Южной Бессарабии (необходимо вернуть Румынии), от Закарпатья (до 1939 года входило в состав Чехословакии, в 1939-1945 годах принадлежало Венгрии […]современное украинское государство по […] перспективам выживания сравнимо с Польшей 1939 года»

Тези з інтерв'ю Табачника московським журналістам телекомпанії «ТВ-Центр», яке увійшло до документального фільму «Убить русского в себе» (2009 рік)

За багато років перебування під владою абсолютно чужих — ментально, національно і релігійно — держав на Західній Україні сформувався зовсім інший психотип людини, яка ладна в очі згоджуватися з хазяїном, яка ладна його хвалити і обожнювати, і вночі з такою самою холоднокровністю і завзяттям перерізати йому горлянку. … А на Західній Україні межею мрій було стати старшим кельнером.
Оригінальний текст (рос.)
За много лет под нахождением абсолютно чужих, ментально, национально и религиозно государств, на Западной Украине сформировался совершенно другой психотип человека, который готов в глаза соглашаться с хозяином, который готов его хвалить и боготворить, и ночью с таким же хладнокровием и усердием перерезать ему горло. ... А на Западной Украине пределом мечтаний было стать старшим кельнером.

Тези у статті Дмитра Табачника «Опоздавшие на 200 лет»:

Галичани, що захопили владу в Україні, вважають нас, малоросів, великоросів і білорусів, єдиним російським народом. Їх пропаганда і реальна політика спрямовані не лише проти нас як «неправильних» українців, що проживають на територіях, які галичани чомусь вважають своїми, але і проти сусідніх руських держав — Росії і Білорусі.
Думаю, що в даному випадку ми повинні прийняти їх погляд на речі, визнати, що йде боротьба між римсько-уніатсько-галицьким і російсько-православним етносами…
Оригінальний текст (рос.)
Захватившие власть в Украине галичане считают нас, малороссов, великороссов и белорусов, единым русским народом. Их пропаганда и реальная политика направлены не только против нас как "неправильных" украинцев, проживающих на территориях, которые галичане почему-то считают своими, но и против соседних русских государств — России и Беларуси. 
Думаю, что в данном случае мы должны принять их взгляд на вещи, признать, что идет борьба между римско-униатско-галицийским и русско-православным этносами…

В цій написаній у 2009 році статті Табачник називає істориків, які досліджують Голодомор, «голодоморцями», а їх наукову школу «голодоморською». Також він обгрунтовує «своє право на опір антинародній, антиукраїнській владі» тим, що «у боротьбі між римо-уніатсько-галицьким і російсько-православним етносами території останнього зазнали політичної та ідеологічної експансії галичан».
В інтерв'ю Бі-Бі-Сі

| Я вважаю, що жоден регіон, зокрема і представники Галичини, не мають права нав'язувати свої погляди представникам інших регіонів. Тому, що велика і різнобарвна держава повинна вчитися поважати погляди один одного. |

#### Скорочення вищих навчальних закладів

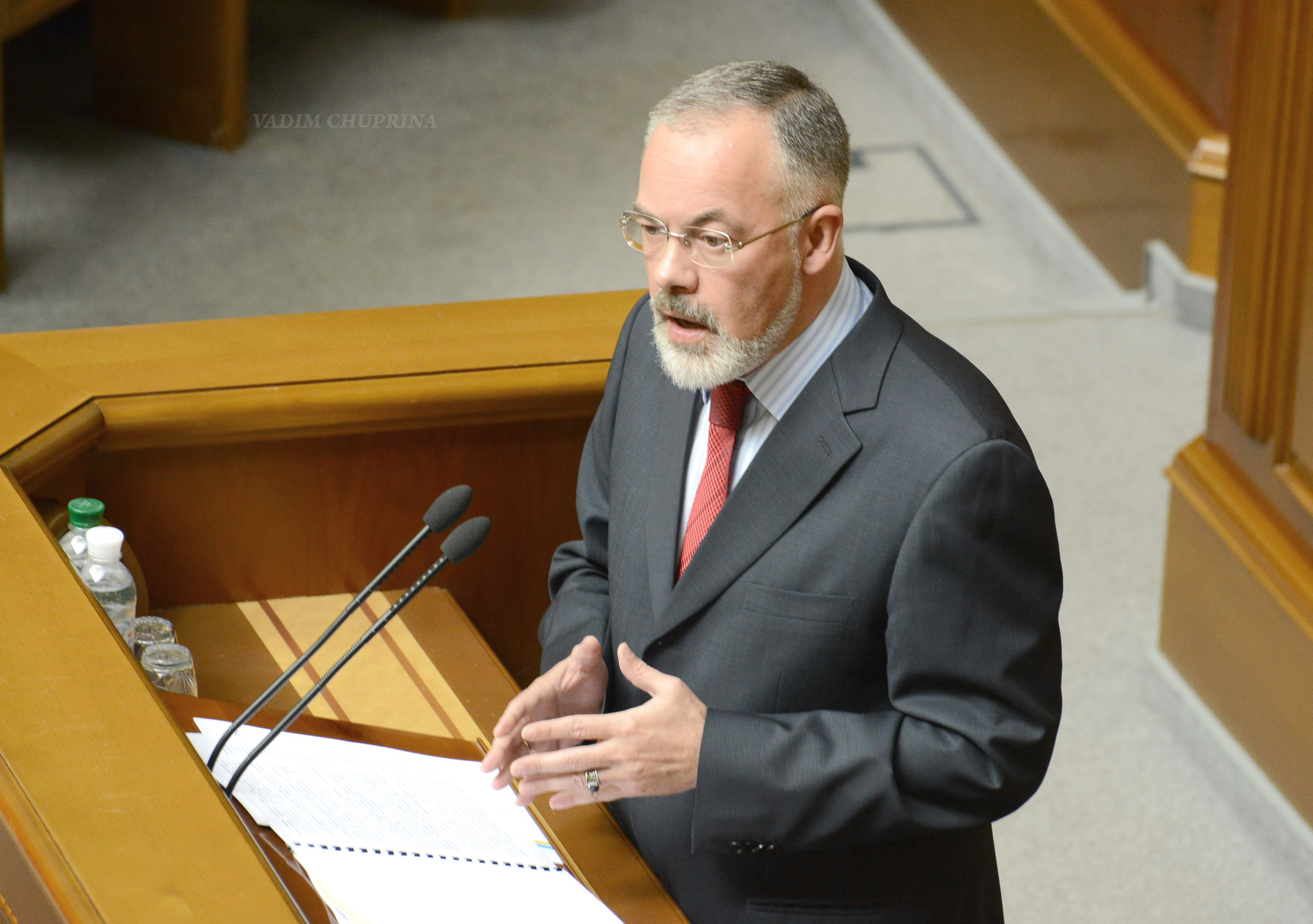
У Верховній Раді

Кількість вищих навчальних закладів України треба значно скоротити, вважає міністр освіти і науки, молоді і спорту Дмитро Табачник. «Не може крамниця по торгівлі освітніми послугами, що має декілька сотень чоловік (студентів), іменуватися університетом», — сказав Табачник. За даними міністра, в Україні більше університетів, «чим в Італії, Франції, Німеччині, Польщі і Бельгії разом узятих». «Це при тому, що у нас — 45 мільйонів населення, а в перерахованих країнах — більше чверті мільярда», — сказав Табачник.

#### Скорочення предметів в 11-х класах
Міністр науки і освіти, молоді і спорту України Дмитро Табачник виступає за скорочення кількості предметів в 11-х класах. За словами міністра, сьогодні в 11-х класах налічується від 11 до 18 предметів, а в ліцеях і гімназіях, з відома педколективу і батьків, додається ще 2-3 предмети. «Кількість предметів в одинадцятих класах потрібно скоротити до 8-9, як це зроблено в європейських країнах і робитиметься на пострадянському просторі. Це вже вводиться в Росії, де з першого вересня переходять на 8 предметів», — сказав Дмитро Табачник. За його словами, це реформування, зокрема, допоможе дитині, яка має схильність до літератури, не позіхати на уроках фізики і математики.

#### Голодомор
12 січня 2009 року зазначив, що:

Наполегливе прагнення «трипольців-голодоморців» педалювати тему саме геноциду, їхнє прагнення в рази завищити кількість жертв є наругою над пам'яттю померлих.
Оригінальний текст (рос.)
Упорное стремление "трипольцев-голодоморцев" педалировать тему именно геноцида, их стремление в разы завысить количество жертв является надругательством над памятью умерших.

Однак, перед тим він неодноразово виступав на підтримку визнання Голодомору геноцидом українців, зокрема:

Визначення голодомору актом політичного геноциду проти українського народу свідчить про суттєві зрушення в громадсько-політичному житті нашого суспільства, це також має принципове значення для стабілізації суспільно-політичних відносин в Україні, є доказом незворотності демократизації суспільства, актом відновлення історичної справедливості і морального зцілення кількох поколінь від страшного шоку, заподіяного масовими репресіями і голодомором.

Ґрунтовний аналіз змісту, методів і прийомів Табачника-публіциста зробив на основі книги його вибраних публікацій «„Утиный суп“ по-украински» в газеті «День» академік Національної академії наук України Іван Дзюба.

#### Про ОУН та Бабин Яр
7 травня 2010 на телеканалі «Україна» Табачник заявив про «нелюдів із Буковинського куреня», які чинили злодіяння у Бабиному Яру і акцентував увагу присутніх на тому, що це був оунівський курінь. Однак історики та політологи заявляють про відсутність підтверджень, що власне курінь займався звірствами у Бабиному Яру і про те, що вояки Буковинського куреня брали участь в інших каральних акціях.
25 червня 2010 на телеканалі «Інтер» Табачник заявив, що в Бабиному Яру есесівські ейнзатцкоманди нікого не розстрілювали, а все було зроблено «українською поліцією». Ще раніше в 2008 році Табачник виклав свої фальсифікації про участь українців у розстрілах в Бабиному Яру у власній статті з назвою «Галицкий шлях от Великой Победы», не дивлячись на те, що фактично саме німці проводили розстріли в Бабиному Яру. Зокрема, Табачник в цій статті стверджує, що з українських націоналістів були сформовані 45-й, 303-й батальйони та зондеркоманда 4а, коли насправді ці підрозділи складалися виключно з німців (див. Бабин Яр). В його статтях зустрічаються інші фальсифікації історії, якими він намагається звинувачувати українців.

## Антиукраїнські погляди

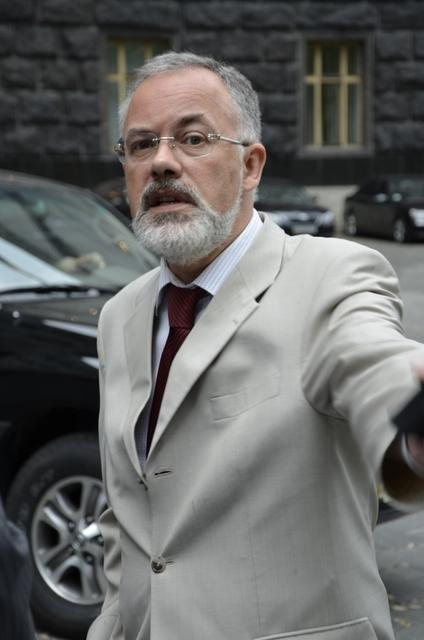
Табачник, 2011

Не визнає українців народом в сучасному розумінні: більшу частину з них він називає «малоросами» — складовою частиною російського народу («єдиної великої російської нації»), жителів Галичини він не відносить до українців, вважаючи їх ворогами народу «великоросів», «малоросів» і «білорусів», що «повинні покинути якщо не Україну, то у всякому разі її владні структури». Низка громадських та політичних організацій такі погляди розцінюють як українофобські, заявляють, що його дії спрямовані на приниження українців та української мови і вважають, що він проводить системну антиукраїнську діяльність та виступає у ролі реалізатора волі Кремля. Окремі політики вважають, що відверту, неприховану ненависть одіозного Табачника до всього українського інакше, як знущанням над народом, назвати не можна. Юлія Тимошенко вважає, що українофобні прояви Табачника, «єдиною заслугою якого є несамовита і незбагненна ненависть до всього українського», ображають "не тільки Західну Україну, не лише галичан, але всіх тих, хто пишається тим, що він українець, цілі покоління борців за свободу та незалежність, всю українську історію та культуру. Дмитро Павличко вважає що «українофоб Табачник є людиною з прихованою філософськи обумовленою ненавистю до всього українського». Валентин Наливайченко заявив, що «міністр-українофоб» Табачник разом з «іншими українофобами на державних посадах, за кошти українських громадян, ведуть політику, яка шкодить національній єдності та незалежності України: витісняють українську мову із освіти, теле- та радіоефіру, закривають україномовні школи, фальсифікують історію, протиставляючи українців між собою».
Доктор філософії Євген Сверстюк називає Табачника «ксенофобом». Такої ж думки дотримується Василь Шкляр, який стверджує, що «ксенофобія в Україні культивується владою на державному рівні, адже посаду міністра освіти й науки обіймає відвертий ксенофоб Табачник».. Л.Григорович вважає що українофобія Табачника реалізується у дуже різноманітних проявах, в тому числі, у провокації ксенофобії. Вона запевняє, що Табачник «завжди дуже затято і несамовито виступав проти всього того, що називається справжня культура українського народу». Григорович наголошує, що «весь український народ добре знає, що пан Табачник є українофоб, який докладатиме усіх зусиль, аби загальмувати наш національний поступ, культурний поступ і з великою радістю заплямувати репутацію країни, бо мовляв у нас якась ксенофобія».
У книжці «Прокислі „щі“ від Табачника. Галичанофобія — отруйне вістря українофобії» академик Іван Дзюба доводить, що ненависть Дмитра Табачника до України вибіркова, академік її характеризує як «галичанофобія». І.Дзюба вважає, що в «галіційстві» яскраво й вичерпно проявляється те власне українське, чого так не любить пан Табачник, і тому галичанофобію Табачника він ототожнює з українофобію. І.Дзюба стверджує, чого пан Табачник терпіти не може в «галіційстві», — це саме і є, власне, національно українське. Академік вважає проявом галичанофобії «думку Табачника та його керівників-регіоналів» про те, що південно-східні українці, які вважають рідною спільну російсько-українську культуру, і ті, хто вітає відкриття пам'ятників СС «Галичині» не є представниками єдиної нації. Вчений В.Панченко також зауважує, що писання Дмитра Табачника буквально переповнені лютою галичанофобією.
У ЗМІ Табачника інколи називають «міністром-українфобом», подекуди його іменують «відомим» або «відвертим» українофобом.
Шеф-редактор польського видання Gazeta Wyborcza Адам Міхнік прочитавши одну з книг Табачника, заявив: «Що можна подумати про Україну як державу, якщо міністр чинного уряду може собі дозволити написати книгу, що просто таки палає ненавистю до власної країни». За його словами, якби автором даної роботи був поляк, то можна було б сказати, що він «сказився від ненависті до українського народу».
За керівництва Табачника в Міністерстві освіти та науки розробили новий навчальний план для 5-9 класів середньої школи, який передбачає скорочення годин на вивчення української мови та літератури і скасування окремого предмету «Історія України»
Під час опитування в серпні 2011 р. агентством УНІАН експертів з українофобії щодо п'ятірки найактивніших українофобів часів Незалежності, В'ячеслав Брюховецький, Юрій Андрухович, Брати Капранови та Олександр Палій включили до цієї п'ятірки Табачника.

### Участь у спробі скасувати український дубляж
Табачник був одним з найзапекліших противників впровадження українського дубляжу в кінопрокат України. У 2010 році українські ЗМІ повідомляли що член ПР Дмитро Табачник разом з Олексієм Костусєвмим, Вадимом Колесніченком, Володимиром Семиноженком та Іриною Бережною, лобіює інтереси російських дистриб'юторів, що прагнуть повернути російський дубляж в Україні, намагаючись скасувати обов'язковий український дубляж для українського кінопрокату.

## Критика діяльності
Голова Комітету Верховної Ради з питань культури і духовності Володимир Яворівський назвав Дмитра Табачника колосальним провокатором та брехуном у відповідь на його заяву про те, що Володимир Яворівський нібито виступив ініціатором скасування пільг для видавництва книг українською мовою.
Ректор Національного університету біоресурсів і природокористування України Дмитро Мельник заявив, що міністр Табачник вимагав від нього влаштовувати «потрібних» абітурієнтів поза конкурсом та погрожував йому фінансовими перевірками і звільненням.
Український історик, мистецтвознавець та філолог професор Вадим Скуратівський розповів, що Табачник спочатку написав цикл робіт, як сталінізм нищив українську інтелігенцію, а вслід за тим, через декілька років він йшов під плакатами Сталіна. Вадим Скуратівський стверджує, що Табачник «мерзотник і кар'єрист, який завжди до всього пристосовується» і що він має «гуманітарний кругозір на рівні „учащегося начальных классов Харьковской гимназии“ якихось 1880-х років».

## Розслідування, санкції

### Санкції

Країни, в яких Табачник перебував під санкціями у (2014—2021)

2015 року СБУ оголосила Табачника в розшук за звинуваченням за статтею 191 Кримінального кодексу України «Привласнення, розтрата майна або заволодіння ним шляхом зловживання службовим становищем» (ч. 5: «дії… вчинені в особливо великих розмірах або організованою групою»).
5 березня 2014 року Рада ЄС ухвалила блокування коштів Януковича й 16 колишніх урядовців та наближених до Януковича, яких підозрюють у незаконному використанні бюджетних коштів. Табачник також увійшов до цього списку.
4 березня 2021 року Рада ЄС зняла санкції з Табачника.
18 листопада 2023 року проти Табачника запроваджено персональні санкції України на 10 років.
21 березня 2024 року Табачник заочно отримав 15 років тюремного ув'язнення.
11 квітня 2024 року ВАКС задовольнив позов Міністерства юстиції України до Табачника та конфіскував все його майно, яке було або прямо записано на нього, або яке він записав на свою матір.
У червні 2024 року Канада ввела економічні санкції проти соратників Януковича, зокрема, проти Табачника.

### Звинувачення в державній зраді
У листопаді 2022 року Табачнику оголосили підозру в державній зраді (ч. 2 ст. 111 ККУ). За даними СБУ, під час Російсько-української війни колишній державний діяч, маючи глибокі проросійські настрої, діяв від імені представників вищих органів влади Російської Федерації, добровільно співпрацював з Федеральною службою безпеки, організовував і координував діяльність керівників російських окупаційних адміністрацій Херсонської та Запорізької областей. У січні 2023 року майно Табачника, зокрема п'ять ділянок і половину квартири у Києві,  арештувала СБУ.
У січні 2023 року СБУ заарештувало майна Табачника на $2 млн. На початку 2023 року президент Зеленський позбавив Табачника українського громадянства.
12 травня 2023 року СБУ викрила нові злочини Табачника. Встановлено, що він перебуває на зв'язку із кадровим співробітником 9-го управління Департаменту оперативної інформації 5-ї служби ФСБ Олегом Козловим. Після російського вторгнення в Україну зрадник координував із представником російської спецслужби підривну діяльність проти України. Також, за вказівкою РФ, він консультував гауляйтерів Сальдо і Балицького щодо проведення псевдореферендумів у тимчасово окупованих районах Херсонської та Запорізької областей. Іншим авданням Табачника було надання колаборантам «методичної» допомоги з переформатування освітньої галузі за російськими «стандартами». За співпрацю з окупантами ексміністра призначили «радником» Балицького та включили до складу місцевого осередку путінської партії «єдина росія».
10 січня 2025 року ДБР скерувало до суду справу щодо Ростислава Іщенка, який був радником міністра освіти й науки Табачника, а з часом став працювати пропагандистом на Russia today.

## Наукова діяльність
- Згідно з автобіографією, Дмитро Табачник захистив кандидатську дисертацію на тему «Масові репресії в Україні у 2-й половині 30-х — на початку 40-х рр.» (1991), та докторську дисертацію «Феномен тоталітарно-репресивного суспільства в Україні в 20-х — початку 50-х рр.» (1995). Але правдивість цих даних піддають сумніву ряд політиків та журналістів. Текст докторської дисертації Табачника відсутній у вільному доступі[149][150]. Народний депутат України Леся Оробець надіслала ряд депутатських звернень, щоб прояснити ситуацію із здобуттям докторського ступеня Дмитром Табачником[151].
- Професор (звання присвоєно Українською академією державного управління при Президентові України).
- Академік Академії правових наук України (1999).
- Засновник та директор громадської організації «Національний експертний інститут України».
- Голова Наглядової ради Національного технічного університету України «Київський політехнічний інститут» (2006).

### Книги
- Видрін Д., Табачник Д. Україна на порозі XXI століття: політичний аспект. — К. : Либідь, 1995. — 296 с.

### Публіцистика
- «Утиный суп» по-украински
- Аннигиляция национал-патриотизма
- Аннигиляция национальной идеи
- Северодонецк-2: преодоление страха
- Космет: раненое сердце Сербии
- Унификация духа
- Фюрер Украины?
- Галицкий шлях от Великой Победы
- Мировая с медведем
- Украина или Украина-го?
- Третья оборона Севастополя
- Галичанские «крестоносцы» против Украины
- Противостояние традиций
- У роковой черты. Украина после Цхинвала
- Чёрное солнце ненависти
- Провал внешнего тестирования
- Украина стоит на пороге катастрофы образования
- 451 градус по Ющенко
- Варфоломеевский сезон Виктора Ющенко
- Политика упущенных возможностей
- Фашизация Украины становится государственным курсом?
- Игра в поддавки по-украински
- Путь к общенародному Сопротивлению
- Как преодолеть кризис? Украина без Ющенко!
- Миф «национального государства». Оранжевые ведут Украину к развалу
- Психология национал-сервилизма
- Ночной портье из Хоружевки
- Право на бесчестие
- Путь к новой земле
- Имя украинской Цусимы — Змеиный
- Сила правды команданте Фиделя Кастро
- Украина перед рассветом
- О пользе памяти и благодарности
- До Рубикона — только шаг
- Идеология ущербности, или Почему распадаются государства
- Торговцы Украиной
- Народ к побегу готов
- Всеславянская победа
- Мир без Украины
- Опоздавшие на 200 лет
- Реквием по Украине
- Oriental lux: заметки по поводу славянского единства
- Разрушение образования: путь к нации лакеев
- Страна без истории — страна без будущего
- Скромное «обаяние» национализма
- Украина после «модерна»
- «Наслаждение от голодомора»
- Он уходит «навеки вон»
- Летопись победителей. Головокружение от успехов?
- Прощай, Ющенко! «Уникальные» факты из жизни «мессии»

## Нагороди та премії
- Орден Богдана Хмельницького III ступеня (1999)[152]
- Лауреат Державної премії України в галузі науки і техніки (1999) за серію монографій «Українська фалеристика та боністика» (до складу колективу авторів роботи — лауреатів премії входили також І. Ф. Курас, В. М. Литвин, І. Д. Безгін, М. Ф. Дмитрієнко, В. А. Ющенко, В. М. Куценко, В. Й. Бузало та Л. В. Яковлєва)[153]
- Почесна грамота Кабінету Міністрів України (2003)[154]
- Медаль «За відвагу на пожежі» (СРСР), 6 медалей України
- Орден Святого Рівноапостольного князя Володимира I ступеня Української православної церкви (Московського Патріархату) — за видатний особистий внесок у відродження православ'я в Україні та церковні заслуги
- Орден Святого преподобного Нестора-літописця I ступеня УПЦ (Московського Патріархату)
- Лауреат премії НАН України імені Миколи Костомарова (2004)
- Ордени багатьох держав, зокрема: Королівства Іспанії, Італійської Республіки[155], Французької Республіки, Держави-міста Ватикану (Командорський хрест із зіркою ордена святого Григорія Велкиого, 22 червня 2004[156]), Грецької Республіки, Португальської Республіки, Литовської Республіки, Федеративної Республіки Бразилія, Республіки Індонезія, Республіки Чилі, Аргентинської Республіки, Республіки Польща, Королівства Бельгія, Республіки Перу, Багатонаціональної Республіки Болівія, Домініканської Республіки та Республіки Куба[157].

22 листопада 2024 року позбавлений державних нагород України та інших форм відзначення згідно Указу Президента. 

## Особисте життя
Володіє англійською мовою. Захоплюється театром, полюванням, колекціонує живопис та холодну зброю.
- Дружина — актриса Національного театру російської драми імені Лесі Українки Тетяна Назарова.
- Брат — Михайло Табачник — президент корпорації «ТіКо».

## Майновий стан
Згідно із декларацією, доходи Табачника в 2012 році склали 2,7 млн грн., на банківських рахунках він мав 9,5 млн грн, також мав квартиру площею 125 м2, будинок 559 м2, земельну ділянку в Київській області на 6960 м2.